# Apanteles etiellae
Apanteles etiellae är en stekelart som beskrevs av Henry Lorenz Viereck 1911. Apanteles etiellae ingår i släktet Apanteles och familjen bracksteklar. Utöver nominatformen finns också underarten A. e. isolatus.